# Висбаден
Висбаден (на немски: Wiesbaden) е град в Германия, център на провинция Хесен. Разположен е на източния бряг на река Рейн, която е и западната граница на града и провинцията, разделяща ги от провинция Райнланд-Пфалц.
Названието Wiesbaden буквално означава „ливадни бани“ (препратка към прочутите геотермални извори). Това е един от най-старите спа курорти в Европа, в него днес се намират 15 горещи и студени минерални извора.

## География
Населението на Висбаден е 275 976 жители към 31 декември 2010 г. Площта на града е 203,93 km², а гъстотата на населението е 1353 д/km².

## История
Първите следи за заселване датират от неолита. Римляните изграждат от 6 до 15 г. крепост. Минералните извори са споменати през 77 г. С изграждането на терми се образува населено място, което е споменато през 121 г. под името Aquae Mattiacorum. По-голямата част от града е разрушена от алеманите през 259 – 260 г. От римските постройки до днес е запазен воден канал (на немски: Heidenmauer), който е доставял вода от планината Таунус. По-късно алеманите са прогонени от франките. Айнхард, биограф на Карл Велики, споменава през 828 – 830 г. града под името Висибадия.
През 12 век графовете Насау придобиват властта над Висбаден и околните земи. Градът е разрушаван многократно в местните войни за надмощие. През 1329 г. кайзер Лудвиг Баварски издава разрешение във Висбаден да се секат монети. През 1366 г. е изграден най-известният минерален извор – Кохбрунен (на немски: Kochbrunnen). Температурата му е 66 °C и доставя 346 l/min вода.
През 1806 г. Висбаден става център на херцогство Насау. През 19 век градът се развива като курорт с минерални бани, привличащ много богати и известни личности. Кайзер Вилхелм II редовно посещава баните. Аристократи, хора на изкуството и богати предприемачи се настаняват в града. С развитието на Висбаден се построяват много представителни сгради. Населението се увеличава бързо и възникват нови квартали. В началото на 20 век Висбаден е градът с най-много милионери в Германия.
След края на Първата световна война Висбаден губи своята популярност. Градът е окупиран от френската, а по-късно – от британската армия.
След 1933 г. в града се настаняват служби на нацисткия режим. По време на Втората световна война са депортирани и убити около 1200 евреи и двете синагоги в града са разрушени. По време на бомбардировките повечето сгради остават неразрушени. На 28 март 1945 г. американските войски завземат града. Кварталите на Майнц, които се намират на западния бряг на Рейн, са присъединени към Висбаден – факт, който е една от причините за днешното съперничество между двата града.
След създаването на Федерална Република Германия през 1949 г. Висбаден е обявен за център на новата провинция Хесен.

## Известни личности
Родени във Висбаден
- Валтер Герлах (р. 1889), физик
- Шай Лов (р. 1983), американска порнографска актриса и режисьор на порнографски филми
- Джон Макенроу (р. 1959), американски тенисист
- Нико Росберг (р. 1985), пилот Формула 1
- Александер Рюстов (1885 – 1963), социолог
- Павло Скоропадски (1873 – 1945), украински политик
- Симон Синьоре (1921 – 1985), френска актриса

Починали във Висбаден
- Лорънс Алма-Тадема (1836 – 1912), британски художник
- Густав Фрайтаг (1816 – 1895), писател